# Kadomka
Kadomka (en rus: Кадомка) és un poble de l'óblast de Saràtov, a Rússia, segons el cens del 2010 tenia 118 habitants. Pertany al districte municipal de Voskressénskoie.